# Rimo
Rimo is een bestuurslaag in het regentschap Aceh Singkil van de provincie Atjeh, Indonesië. Rimo telt 2852 inwoners (volkstelling 2010).